# Liste der Baudenkmale in Breege
In der Liste der Baudenkmale in Breege sind alle Baudenkmale der Gemeinde Breege (Landkreis Vorpommern-Rügen) und ihrer Ortsteile aufgelistet. Grundlage ist die Veröffentlichung der Denkmalliste des Landkreises Vorpommern-Rügen, Auszug aus der Kreisdenkmalliste vom September 2017.

## Breege
| ID             | Lage                  | Bezeichnung          | Beschreibung | Bild                 |
| -------------- | --------------------- | -------------------- | --- | -------------------- |
| 00198 Wikidata | Dorfstraße 29 (Karte) | Wohnhaus             | Das Haus wird an wechselnde Feriengäste vermietet.                                                                                             | Wohnhaus             |
| 00200 Wikidata | Dorfstraße 39 (Karte) | Schule               | Das Gebäude der früheren Dorfschule wird heute vom örtlichen Kindergarten genutzt.                                                             | Schule               |
| 00202 Wikidata | Dorfstraße 59 (Karte) | Haus (Orth/Herrmann) | Ein mehrstöckiges Wohnhaus im Stile der Bäderarchitektur, z.T. für die Ferienvermietung genutzt.                                               | Haus (Orth/Herrmann) |
| 00349 Wikidata | Parkweg (Karte)       | Park Juliusruh       | Der Park wurde Ende des 18. Jahrhunderts von Julius von der Lancken angelegt und wird heute als Kurpark des Seebades Breege-Juliusruh genutzt. | Park Juliusruh       |

## Quelle
- Denkmalliste des Landkreises Vorpommern-Rügen